# 陸奥ノ洋光司
陸奥ノ洋 光司（むつのなだ こうじ、1913年6月1日 - 没年不明）は、昭和時代の大相撲力士。出羽海部屋所属。本名は溝口弥二郎。最高位は十両14枚目。

## 来歴
青森県青森市出身。出羽海部屋に入門し、1931年3月に本名の「溝口」で初土俵を踏む。1938年5月に十両に昇進。この間四股名を「溝江」から「陸奥ノ洋」に変えた。新十両の場所は5勝8敗と負け越し、幕下に落ちてからは勝ち越すことなく1940年5月で廃業した。

## 改名
溝口→溝江→陸奥ノ洋